# Nevado del Huila
Nevado del Huila – najwyższy wulkan w Kolumbii, pod względem budowy jest to stratowulkan, w paśmie Kordyliery Środkowej (Andy). Położony jest między departamentami Cauca, Huila i Tolima. Wznosi się na wysokość 5364 m n.p.m. Ostatnie erupcje miały miejsce w 2007 i 2008 roku, po ponad 500-letnim braku aktywności. W połowie listopada 2008 roku jego wybuch zabił co najmniej 10 osób; ewakuowano wtedy ponad 12 tys. osób.
Wulkan znajduje się na terenie Parku Narodowego Nevado del Huila.